# Sly & Robbie
Sly & Robbie sono stati una coppia di musicisti e produttori discografici giamaicani associati principalmente al genere reggae. Sono attivi dalla metà degli anni settanta e hanno un'etichetta discografica che fa loro riferimento, la TAXI Records. Hanno lavorato con Jovanotti, Sinéad O'Connor, Joan Armatrading, Gary Barlow, Garland Jeffreys, Yoko Ono, Francesco De Gregori, Jimmy Cliff, Joe Cocker, Jackson Browne, Mick Jagger, Nona Hendryx, Carly Simon, Bob Dylan, Grace Jones. Come musicisti inoltre hanno suonato in alcune sigle televisive Mediaset, fra cui quella usata per l'annuncio serale e notturno di Rete 4 di Emanuela Folliero dal 1996 al 2001.

## Formazione
Il duo è composto da:
- Lowell "Sly" Dunbar: batteria (nato a Kingston il 10 maggio 1952)
- Robert "Robbie" Shakespeare: basso (nato a Kingston il 27 settembre 1953, morto l'8 dicembre 2021[1] )

## Discografia
- 1985 - Language Barrier
- 1987 - Rhythm Killers
- 1998 - Friends
- 2006 - Rhythm Doubles
- 2010 - Made in Jamaica (con Bob Sinclar)
- 2014 - Dubrising